# Down in a Hole
Singles de Alice in Chains
What the Hell Have I No Excuses
Down in a Hole est un single de l'album Dirt du groupe Alice in Chains. C'est la douzième chanson de l'album et sur la plupart des albums entre le quatrième et onzième titre. La chanson a été inclus sur des albums de compilation comme Nothing Safe : Best of the Box (1999) et Music Bank (1999).

## Contexte et enregistrement
Le compositeur et guitariste Jerry Cantrell a d'abord hésité à présenter la chanson aux reste du groupe, le sentiment que la chanson était trop molle, mais après une réponse positive du groupe, ils ont décidé de l'enregistrer. La composition est rédigée en la mineur, en utilisant le mode dorien, et est centrée principalement autour de la mineur - sol majeur - ré majeur en progression d'accords, avec une harmonisation complexe des chants de Layne Staley et Jerry Cantrell.

## Paroles
Dans les notes de pochette de Music Bank, Jerry Cantrell dit à propos de la chanson :
« ["Down in a Hole"] est dans mon top trois, personnellement. C'est à mon amour de longue date. C'est la réalité de ma vie, le chemin que j'ai choisi et d'une manière bizarre qu'il sorte de prédit où nous en sommes maintenant. Il est difficile pour nous de comprendre à la fois ... que cette vie n'est pas propice à beaucoup de succès avec des relations à long terme. »

## Sortie et réception
"Down in a Hole" est sorti en single en 1993. "Down in a Hole" a atteint la dixième place sur le Billboard Mainstream Rock Tracks chart. Le single est sorti au Royaume-Uni en octobre 1993. "Down in a Hole" a atteint le top 40 au Royaume-Uni et le top 30 en Irlande.
Ned Raggett de Allmusic a déclaré que « le résultat final ressemble à un homme ruiné à la recherche d'une sorte de confort ».

## Clip
"Down in a Hole" est devenu l'un des cinq vidéo-singles de l'album. Le clip est sorti en 1993 et a été réalisé par Nigel Dick. La vidéo est disponible sur le Music Bank: The Videos.

## Live
Alice in Chains a enregistré une version acoustique de "Down in a Hole" pour le MTV Unplugged en 1996.

## Track listing
CD Single (659751-2)
1. "Down in a Hole" (radio edit) - 3:53
2. "Down in a Hole" - 5:40
3. "What the Hell Have I" - 4:00
4. "Rooster" – 6:15

12" Single (659751-6)
Side 1
1. "Down in a Hole"
2. "A Little Bitter"

Side 2
1. "Rooster"
2. "Love, Hate, Love"

7" Single (659751-7)
Side 1
1. "Down in a Hole" (radio edit)

Side 2
1. "Rooster"

## Personnel
- Layne Staley – Chant
- Jerry Cantrell – lead guitar
- Mike Starr – Guitare basse
- Sean Kinney – Batterie